# Jesús Gómez
Jesús Gómez Portugal Montenegro, född 14 maj 1941 i Mexico City, död 25 november 2017, var en mexikansk ryttare.
Han tog OS-brons i lagtävlingen i hoppningen i samband med de olympiska ridsporttävlingarna 1980 i Moskva.